# Ravne na Koroškem
Ravne na Koroškem (in tedesco Gutenstein) è un comune di 12 709 abitanti della Slovenia settentrionale.
Ravne è una cittadina industriale sulla riva meridionale della Meža (in tedesco Mieß), e costituisce uno dei due maggiori centri della Carinzia slovena; è una nota stazione sciistica, dotata di numerosi impianti di risalita alle cime della parte orientale delle Alpi Caravanche. 
La zona fu abitata nel tempo dei Romani. Appare nel medioevo come feudo del vescovo di Bamberga che costruì il castello di Gutenstein ai cui piedi sorge il villaggio di Guštanj. Il potere del vescovo durò fino alla fine del secolo XIV, quando tutto il territorio passò sotto il dominio degli Asburgo.  Il villaggio iniziò a crescere nel 1774 quando vennero scoperti i primi giacimenti di ferro; molti minatori affluirono, furono costruite le prime fucine e il villaggio diventò una cittadina. Ravne conserva la chiesa romanica di Sant'Egidio, la chiesa gotica di Sant'Antonio e il castello di Grad del XVI secolo.
Secondo il censimento del 1880, su 930 abitanti 604 erano di lingua tedesca mentre la restante parte era di lingua slovena. Dopo l'annessione al Regno dei Serbi, Croati e Sloveni i tedeschi diminuirono drasticamente, fino a quando vennero espulsi dopo la seconda guerra mondiale.

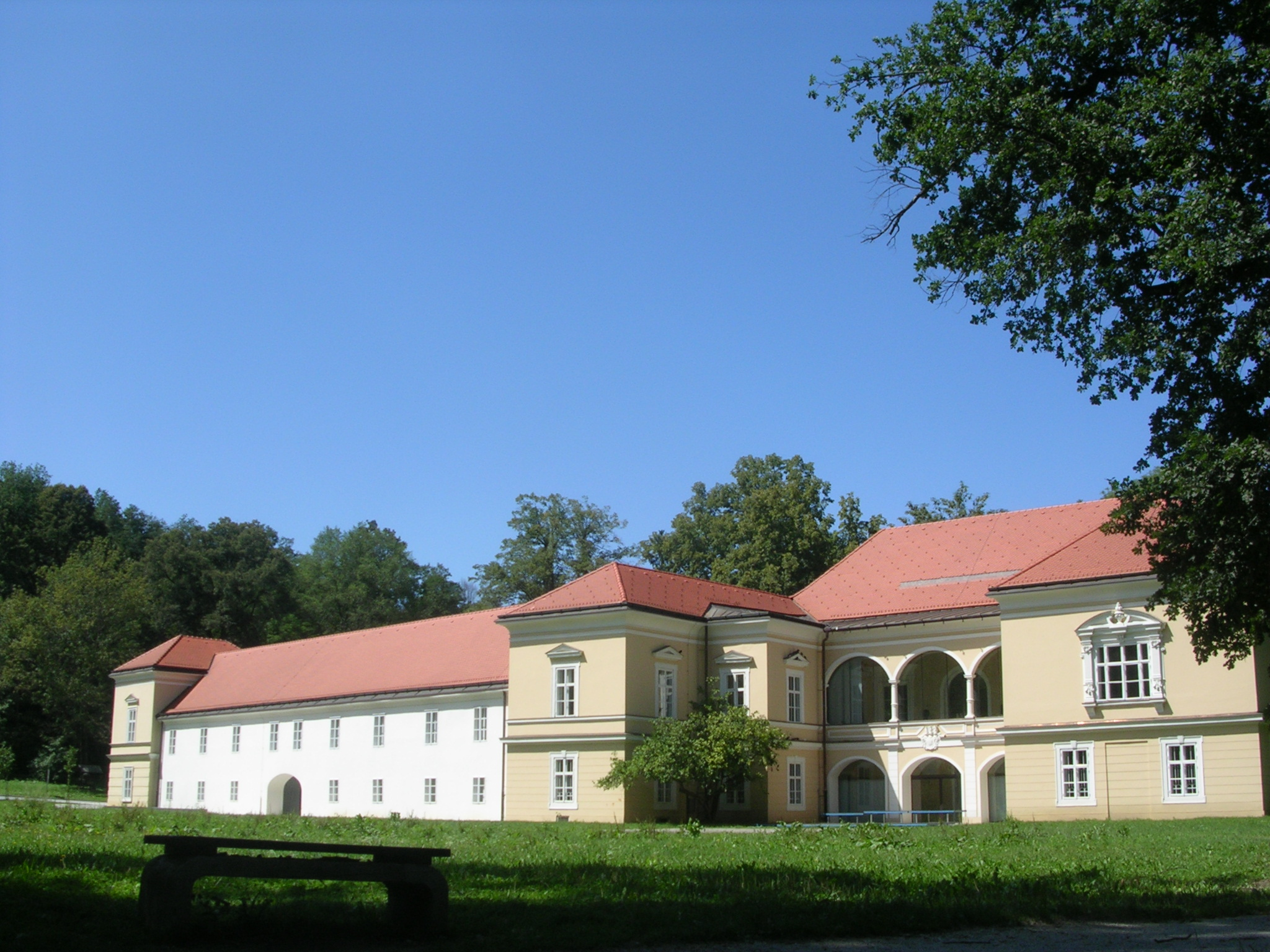
Castello di Grad

## Geografia antropica

### Suddivisioni amministrative
Il comune è diviso in 15 insediamenti (naselja) di seguito elencati.
- Brdinje
- Dobrije
- Koroški Selovec
- Kotlje
- Navrški Vrh
- Podgora
- Podkraj
- Preški Vrh
- Ravne na Koroškem, insediamento capoluogo
- Sele
- Stražišče
- Strojna
- Tolsti Vrh
- Uršlja Gora
- Zelen Breg